# 게이큐 공항선
게이힌 급행 전철 공항선(일본어: 京急空港線, けいきゅうくうこうせん)은 게이힌 급행 전철의 철도 노선 가운데 하나이다. 게이큐 가마타역과 하네다 공항 국내선 터미널역을 잇는다.
전 구간이 도쿄도 오타구에 있다.

## 운행 형태
- 길이: 6.5km
- 궤간: 1435mm
- 역수: 7 (시·종점역 포함)
- 복선 구간 : 전구간 (단, 게이큐 가마타역-고지야역 간은 단선 병렬)
- 전철화 구간 : 전구간 (직류 1500V, 가공 전차선 방식)
- 폐색 방식: 자동 폐색식
- 보안 장비: C-ATS
- 열차 무선: 유도 무선 방식(IR), 디지털 공간파 무선 방식(디지털 SR)(병용)
- 최고 속도: 110km/h[1]

## 노선에 따른 개요
게이큐의 지선으로는 유일하게 도쿄도 내부만을 경유하는 노선이다. 대체로 간파치도리(環八通り, 도쿄도도 제311호선 순환8호선)와 병주 하고 있어, 게이힌간의 주요 도로와의 교점도 많다. 게이힌 공업지대의 일각이지만, 중소·가내 공업적인 분위기가 있는 지역을 지난다.
게이큐 가마타역의 2층(본선 상행)과 3층(본선 하행)으로부터 각각 단선이 분기해, 반경 100 m에서 거의 직각으로 꺾으면서 다이이치게이힌(第一京浜)과 입체 교차한다. 각각의 선로는 고지야역 앞 시서스 크로싱까지 병주하는 단선 병렬 구간이 되어 고가의 고지야역으로 진입한다. 이 구간은 게이큐 가마타역 주변의 연속입체교차사업(連続立体交差事業)에 의해 2012년에 고가화된 구간으로 이것에 의해서 게이큐 가마타역 구내의 병목(본선과는 단선으로 접속하고 있었다)과 다이이치케이힌의 평면 교차가 해소되어 시간표 제약이 큰폭으로 경감되었다. 덧붙여 다이이치케이힌과의 입체 교차가 최초로 계획된 것은 다이쇼 시대이며, 그로부터 약 90년을 거쳐 완성이 되었다.
고지야역을 출발하면 급경사를 내려 짧은 지상구간을 거쳐 지하로 들어가, 산교 도로(産業道路)와 간파치도리 교차로 바로 아래에 위치한 오토리이역으로 진입한다. 오토리이역 부근은 1985년부터 1997년에 걸쳐 지하화된 것으로, 이로 의해 산교 도로·간파치도리와의 평면교차가 해소되어 지상부의 교차로 개량도 실시되었다. 오토리이역을 나오면 지상으로 돌아와 수도고속 하네다선 하네다 출입구 아래를 지난다.
아나모리이나리역을 지나면, 다시 지하선 구간에 들어가, 에비토리가와천을 통과한 부근에서 남북으로 가는 도카이도 화물선과 교차하여, 덴쿠바시역에서 같은 지하선인 도쿄 모노레일과 만난다. 여기서 도쿄 국제공항(하네다 공항) 부지내로 들어가 일부 고가선 모노레일과 거의 병행하면서 제3여객터미널 지하에 위치한 하네다 공항 제3터미널역에 도착한다. 향후, 남쪽으로 우회하면서 신세이비조역을 경유하는 모노레일에 비해, 공항선에는 중간역이 없이, 공항의 중심부로 직결한다. 종점인 하네다공항 제1·제2터미널역은 제1여객터미널과 제2여객터미널 사이의 지하에 있으며 도쿄 완간 도로(수도고속 완간선·국도 357호)와 교차하고 있다.

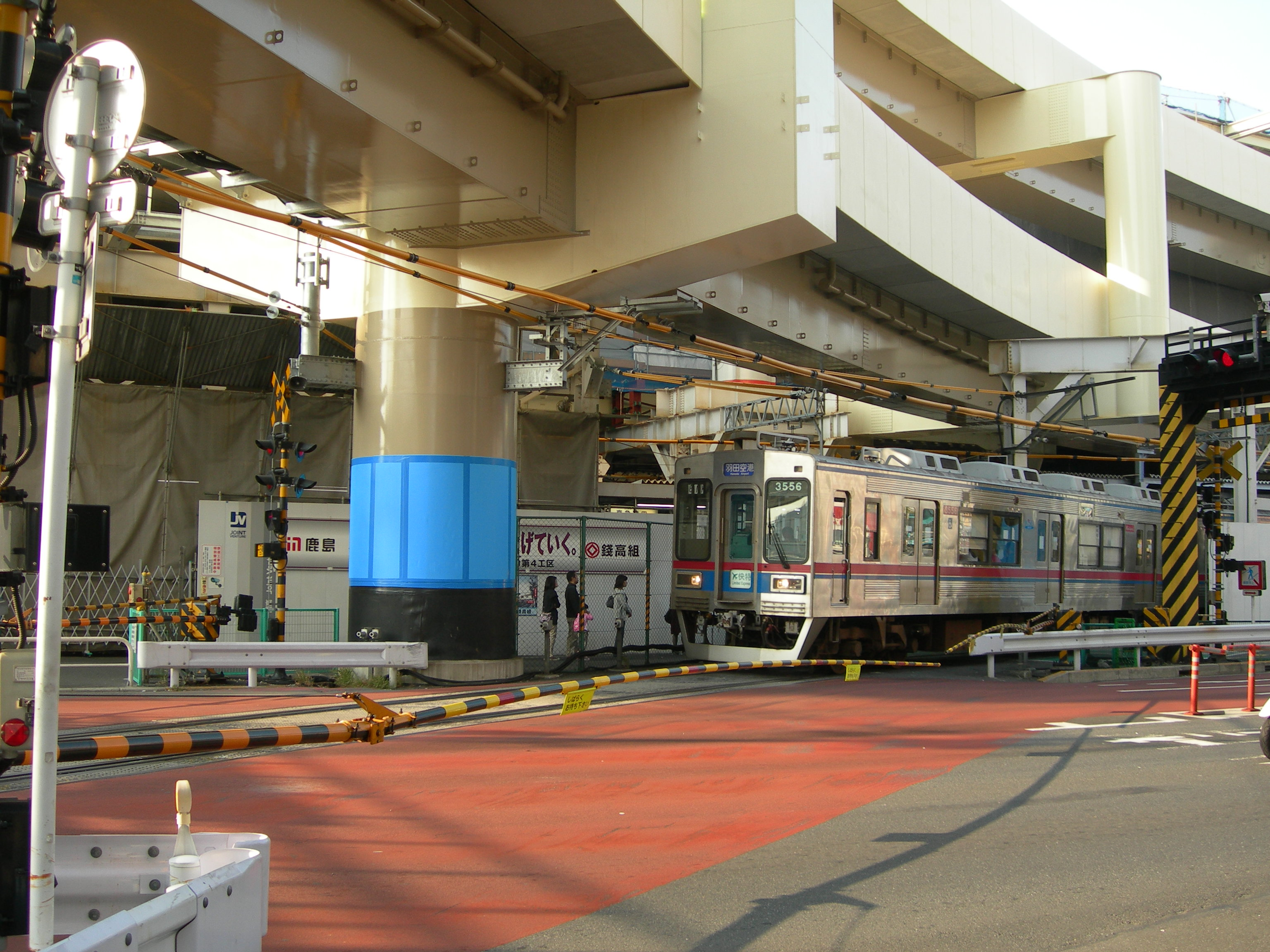
다이이치케이힌 건널목 (고가화 공사중)
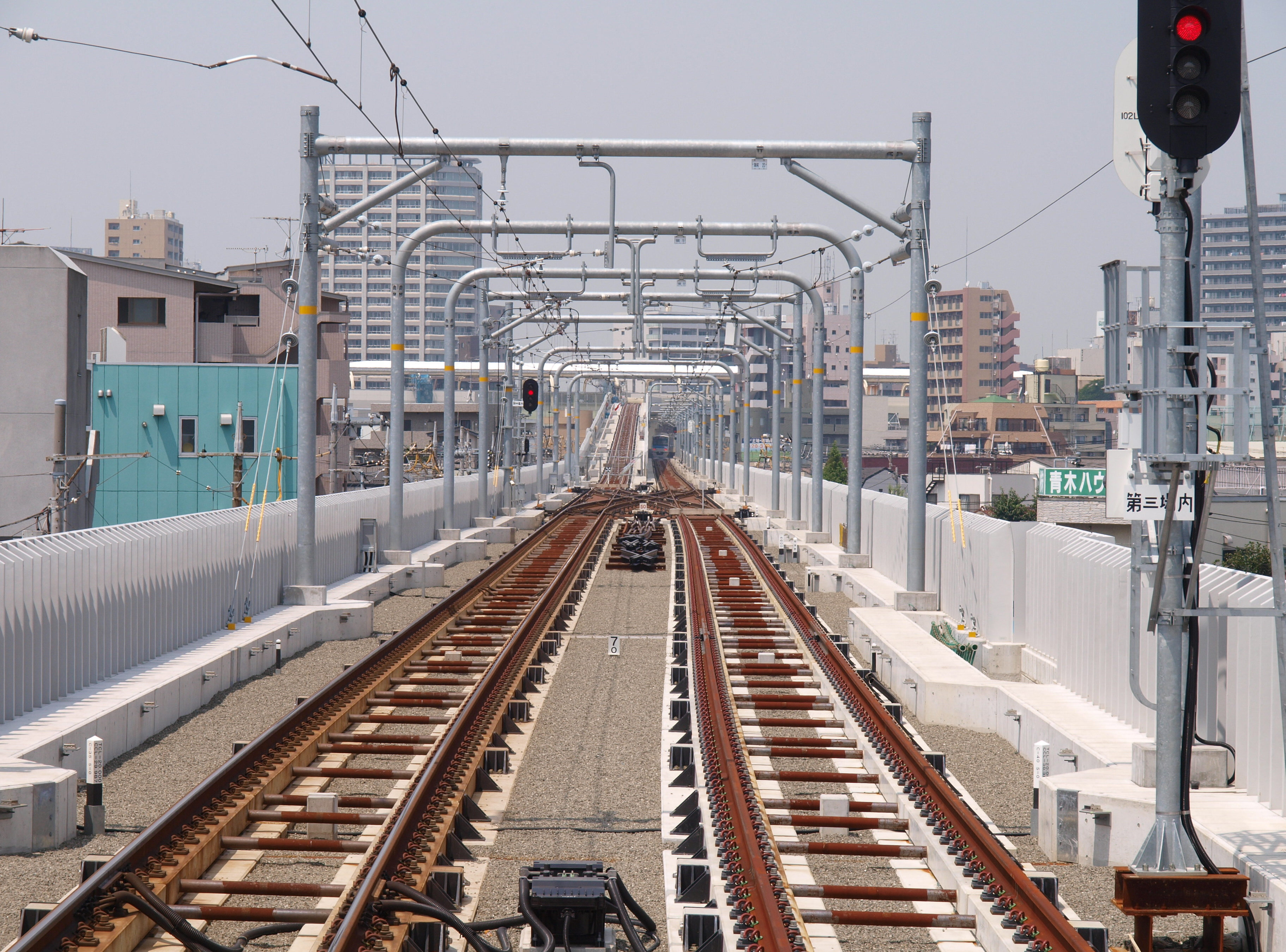
고지야역 고가홈에서 게이큐 가마타역 쪽을 바라본 모습. 분기기(당시 미사용)로 게이큐 가마타 1·4번선과 접속한다(2010년 8월 16일)
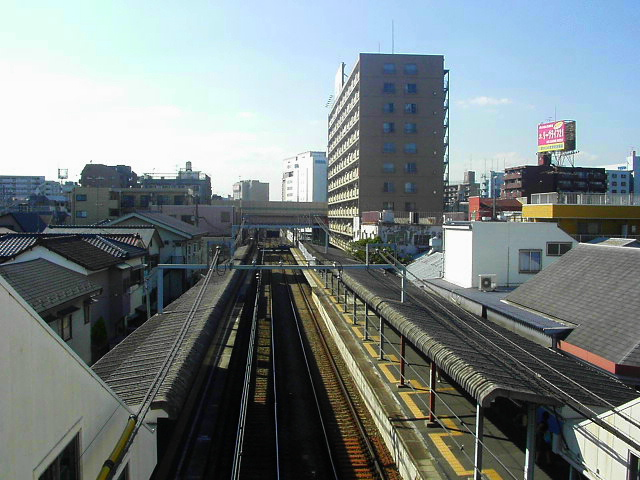
아나모리이나리역. 공항섬 이외의 구간은 주택 밀집지를 통과한다.

## 현재 운용중인 차량
- 600형
- 1000형 (2기형)
- 1500형
- 2000형
- 2100형

- 도쿄도 교통국 5300형
- 도쿄도 교통국 5500형

- 게이세이 전철 3000계
- 게이세이 전철 3100형
- 게이세이 전철 3400계
- 게이세이 전철 3700계

- 호쿠소 철도 7300형・지바 뉴타운 철도 9800형
- 호쿠소 철도 7500형・지바 뉴타운 철도 9200형
- 지바 뉴타운 철도 9100형

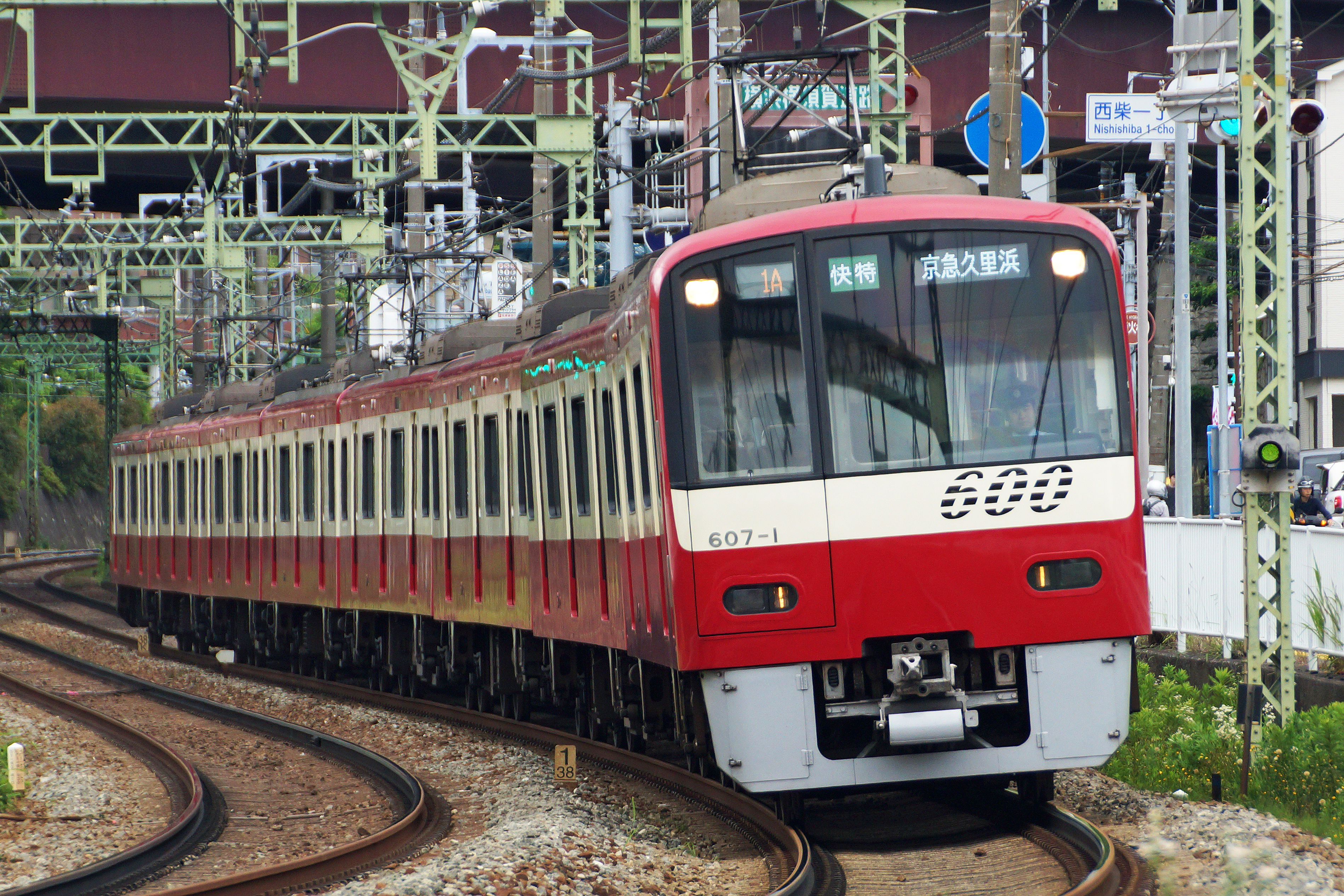
게이힌 급행 전철 600형
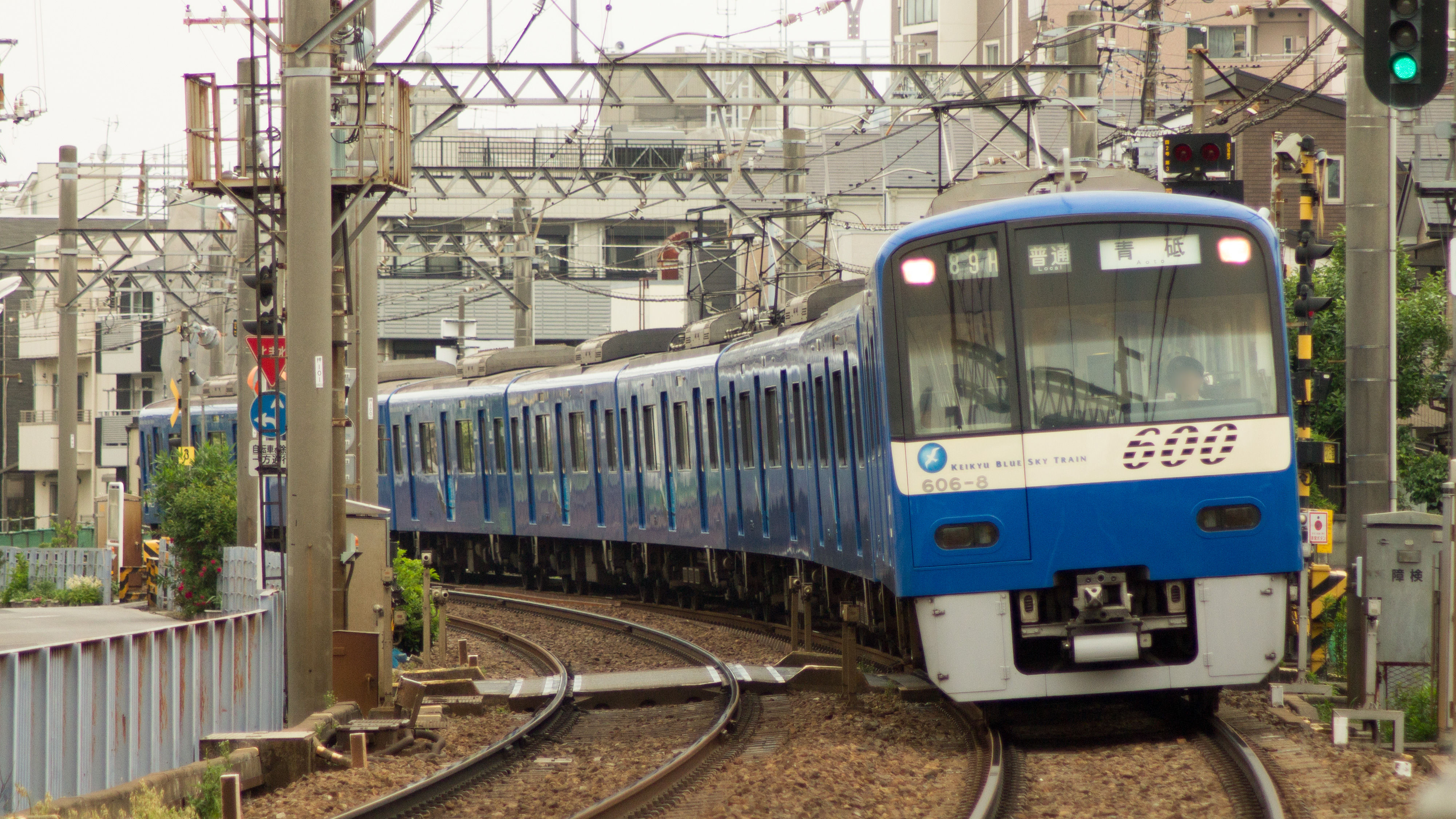
게이힌 급행 전철 600형(게이큐 블루스카이 트레인)
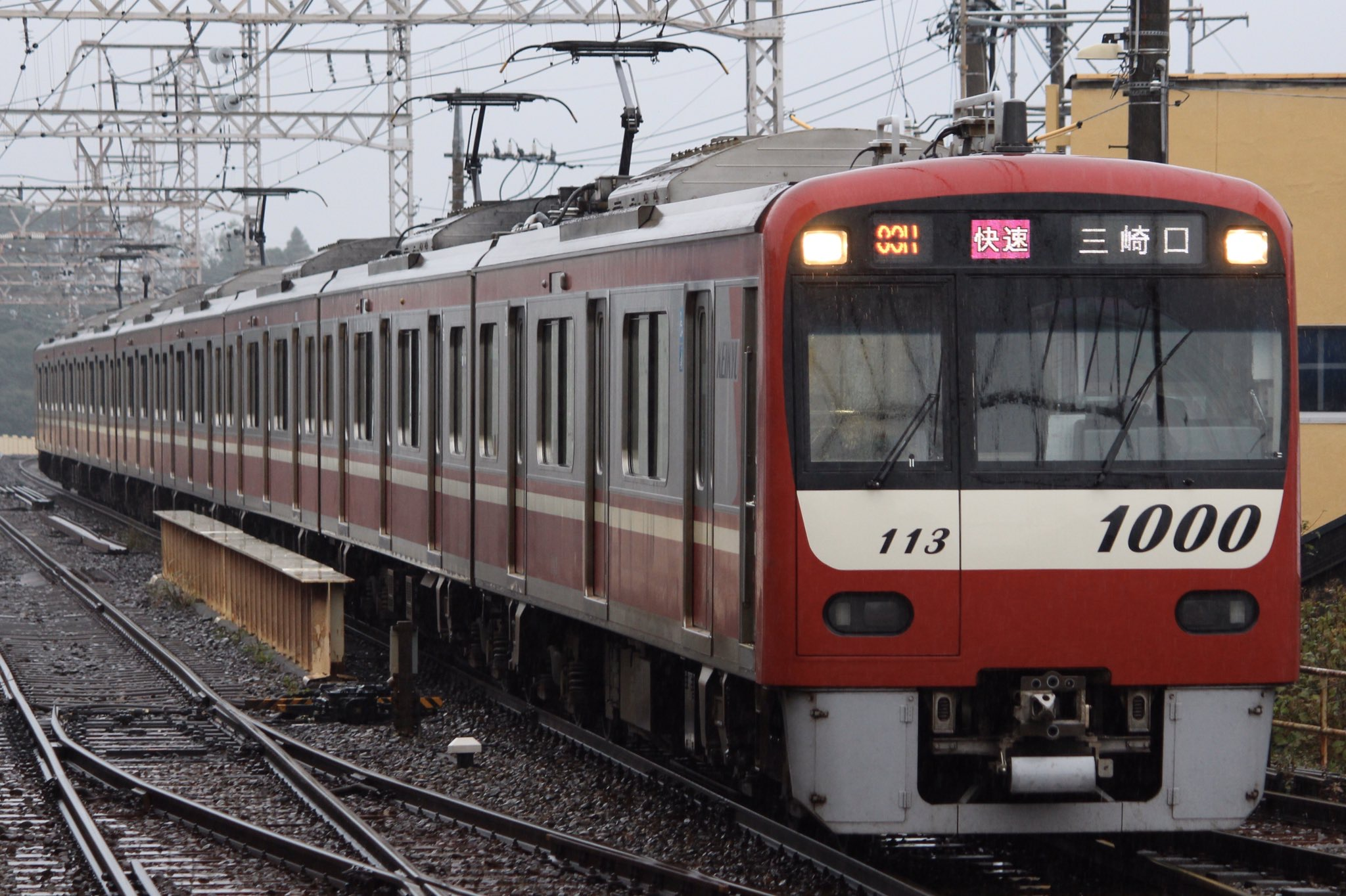
신1000계
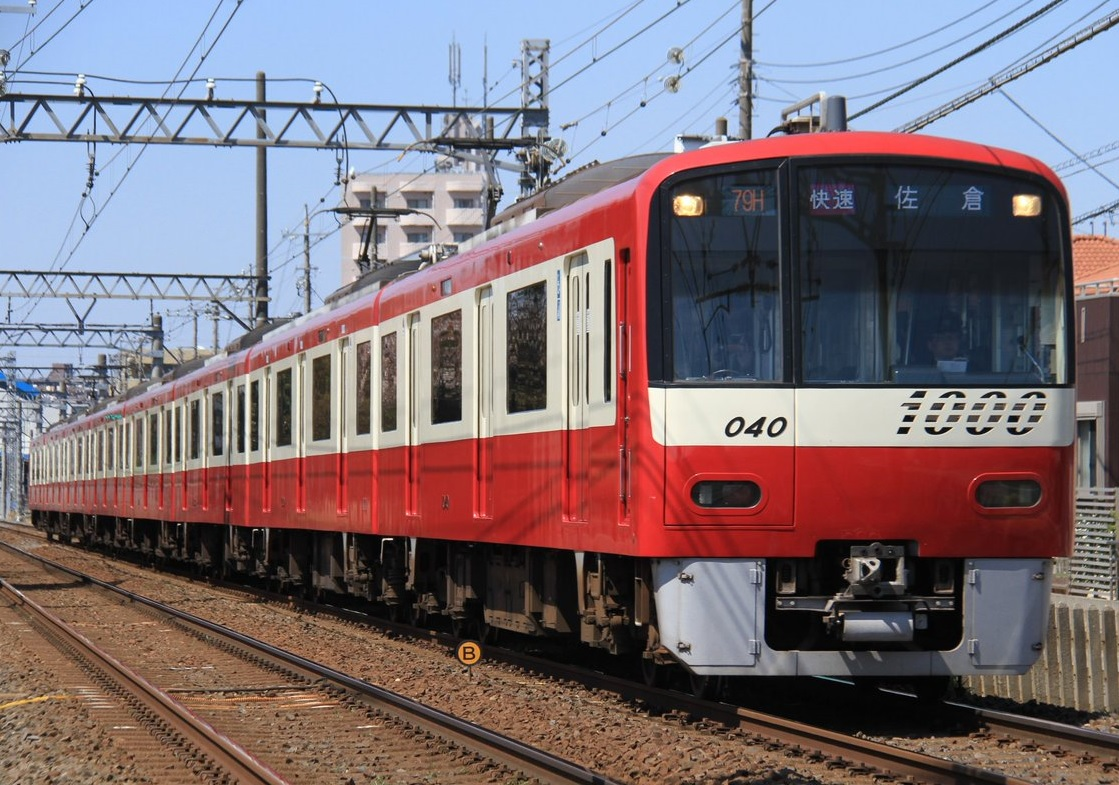
신1000계
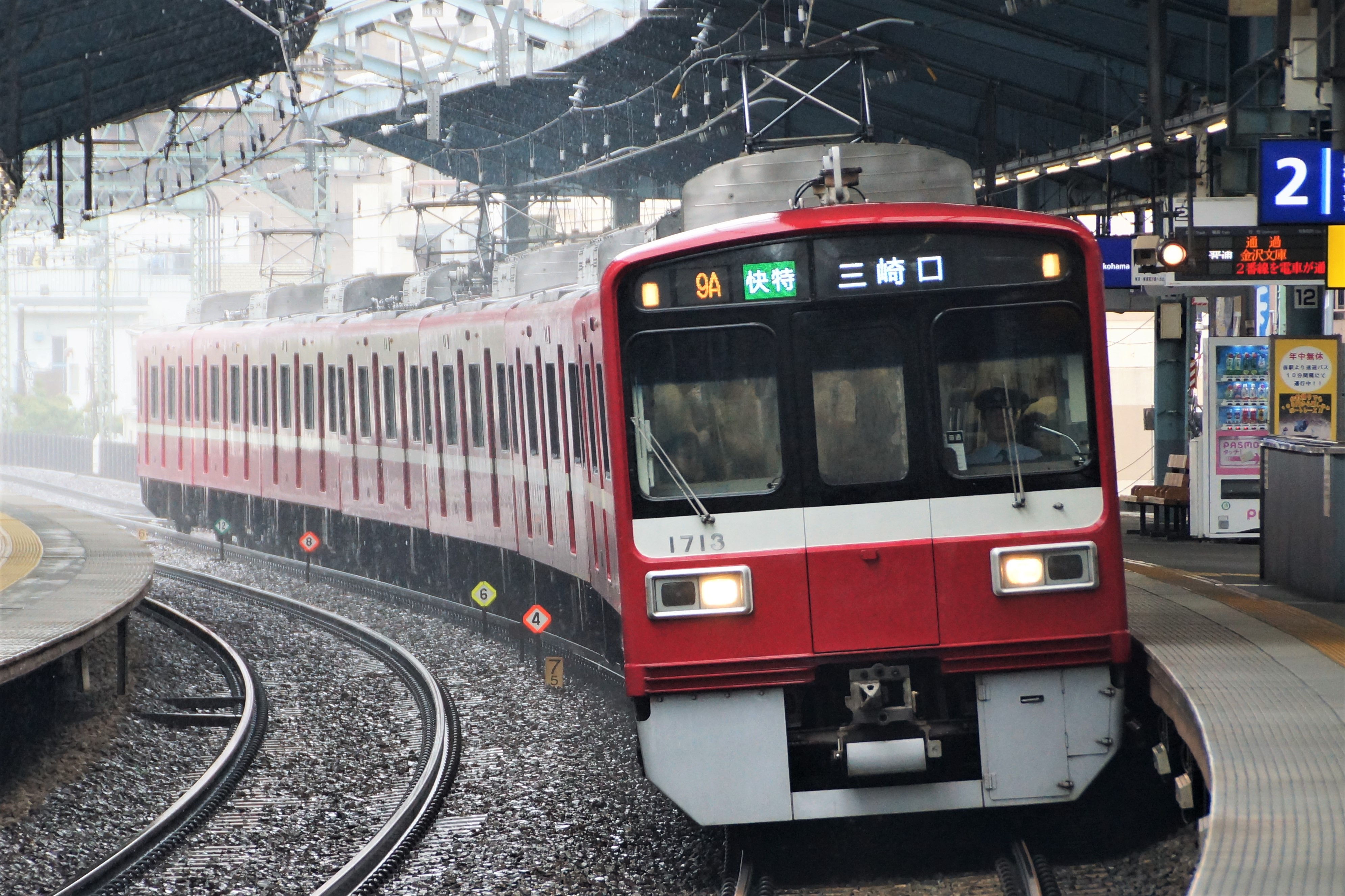
1500계
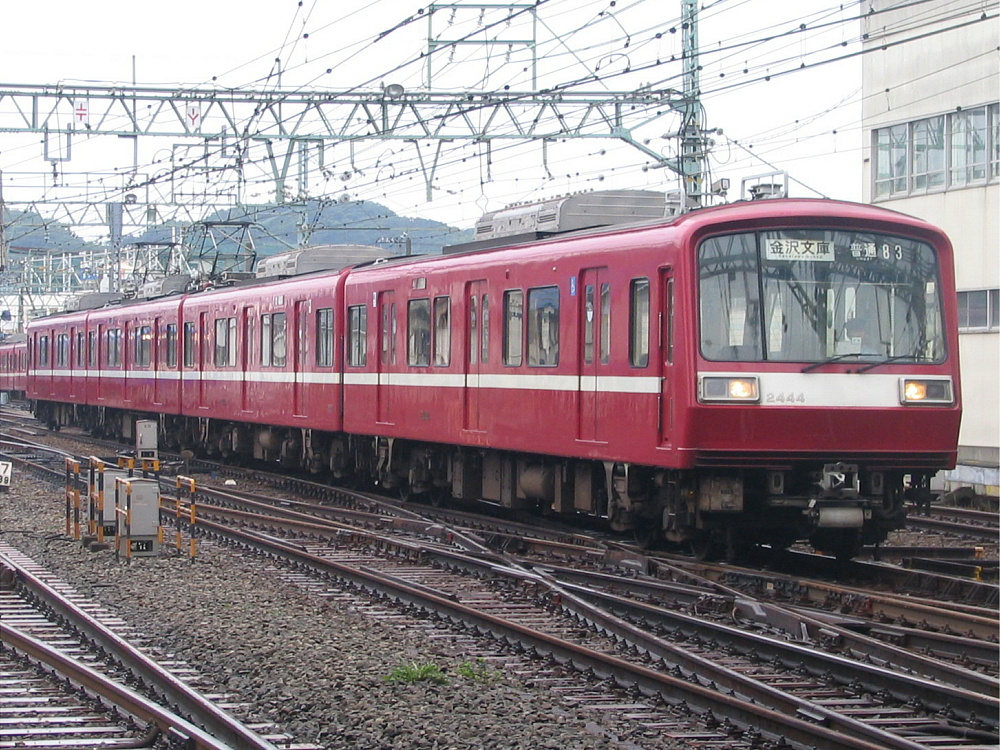
2000계
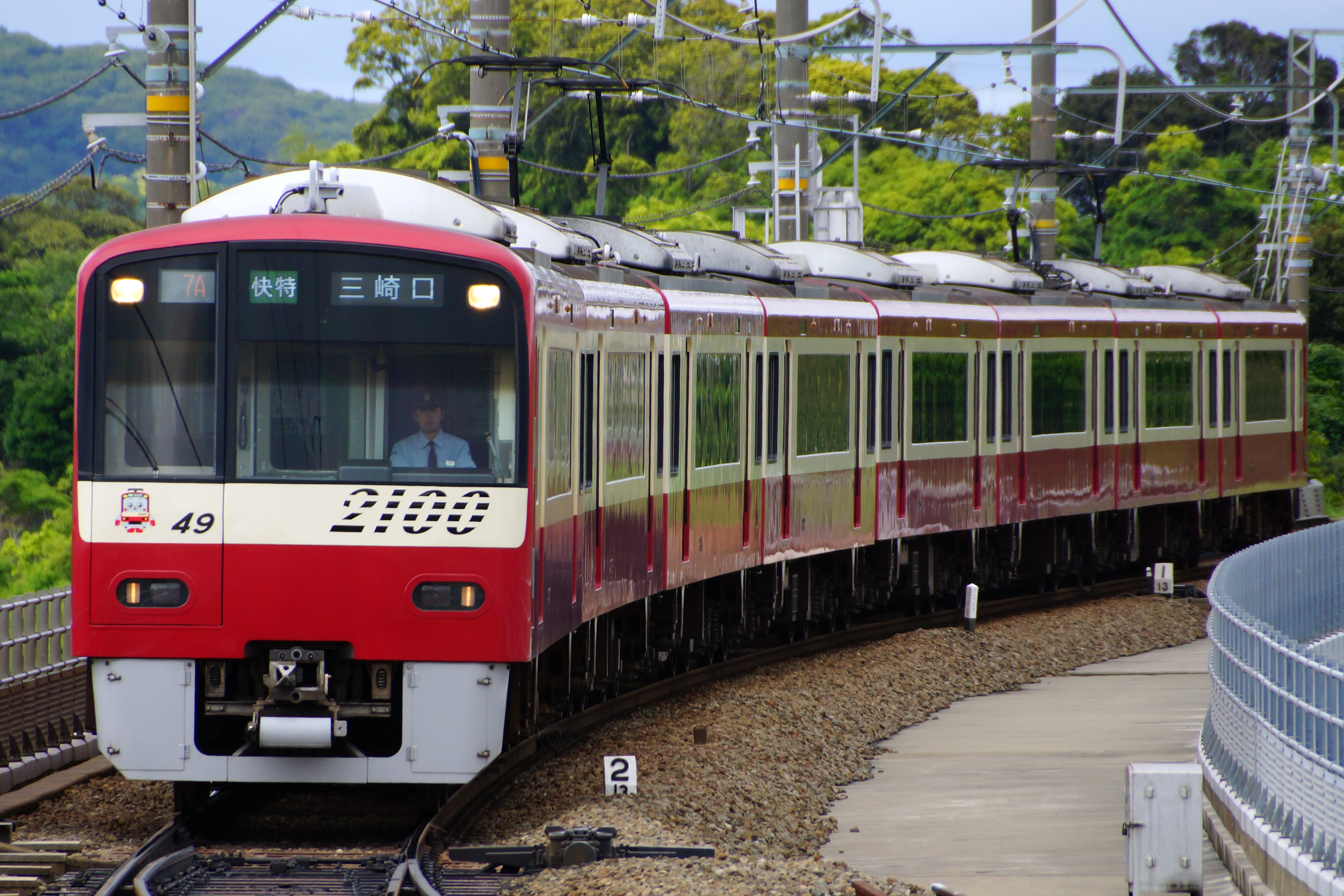
2100계
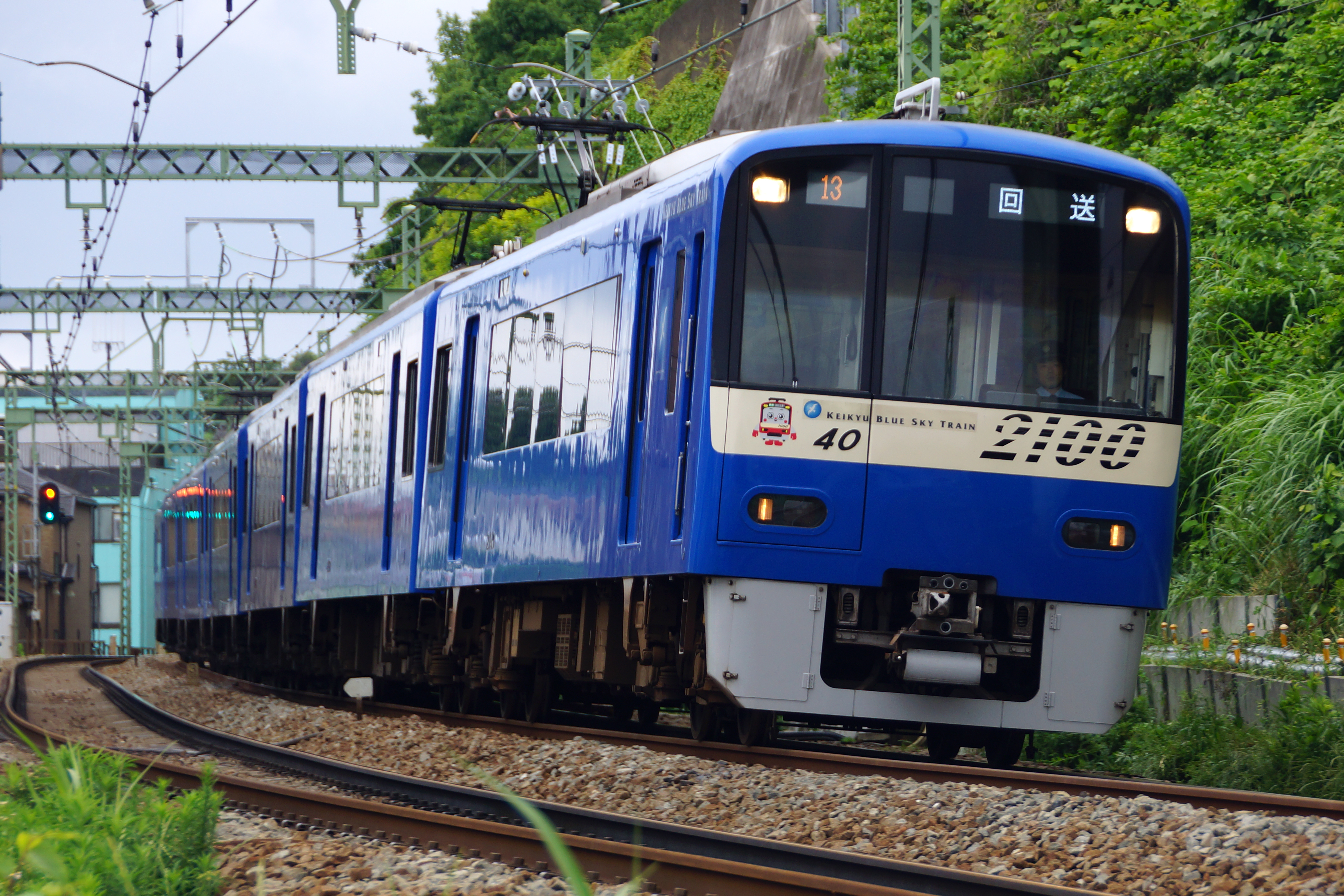
2100계(게이큐 블루스카이 트레인)
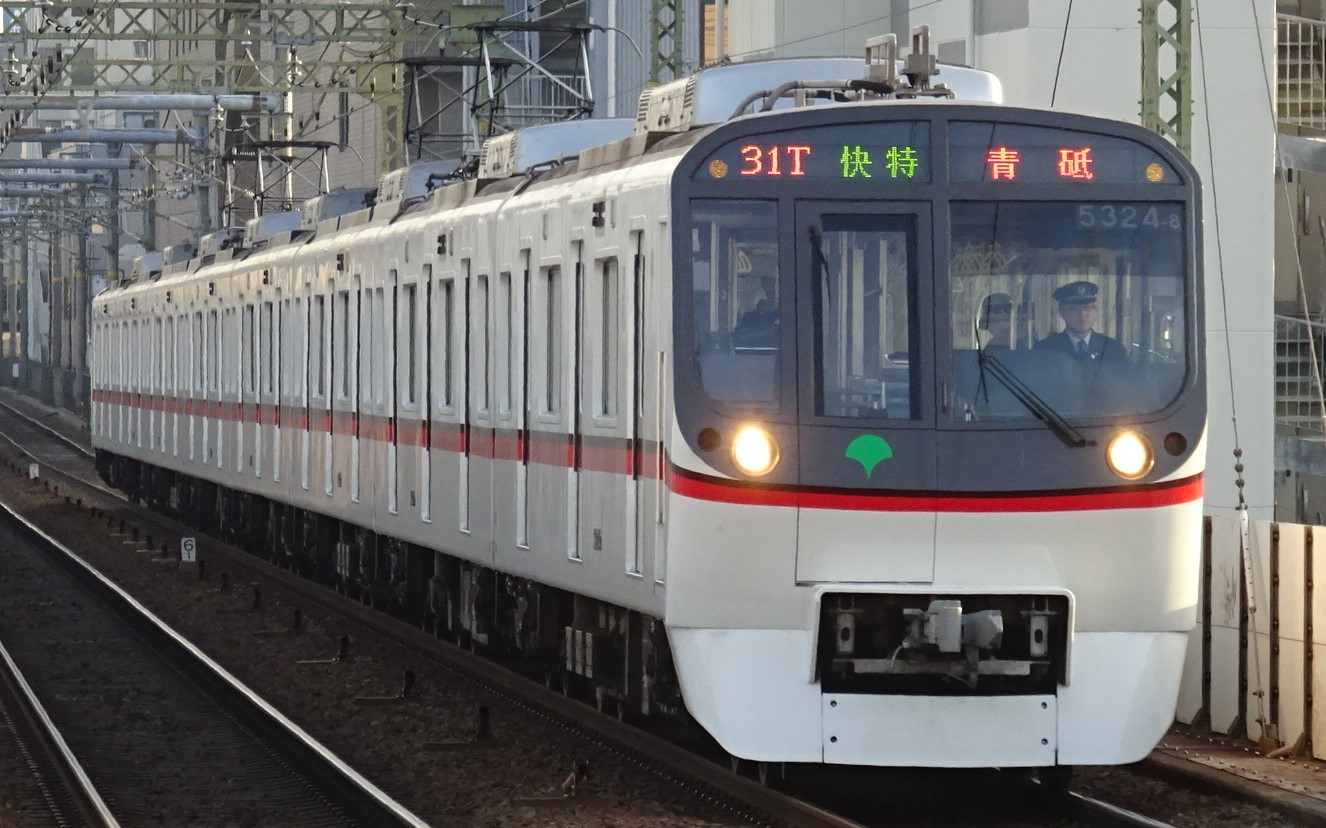
도영 지하철 5300형
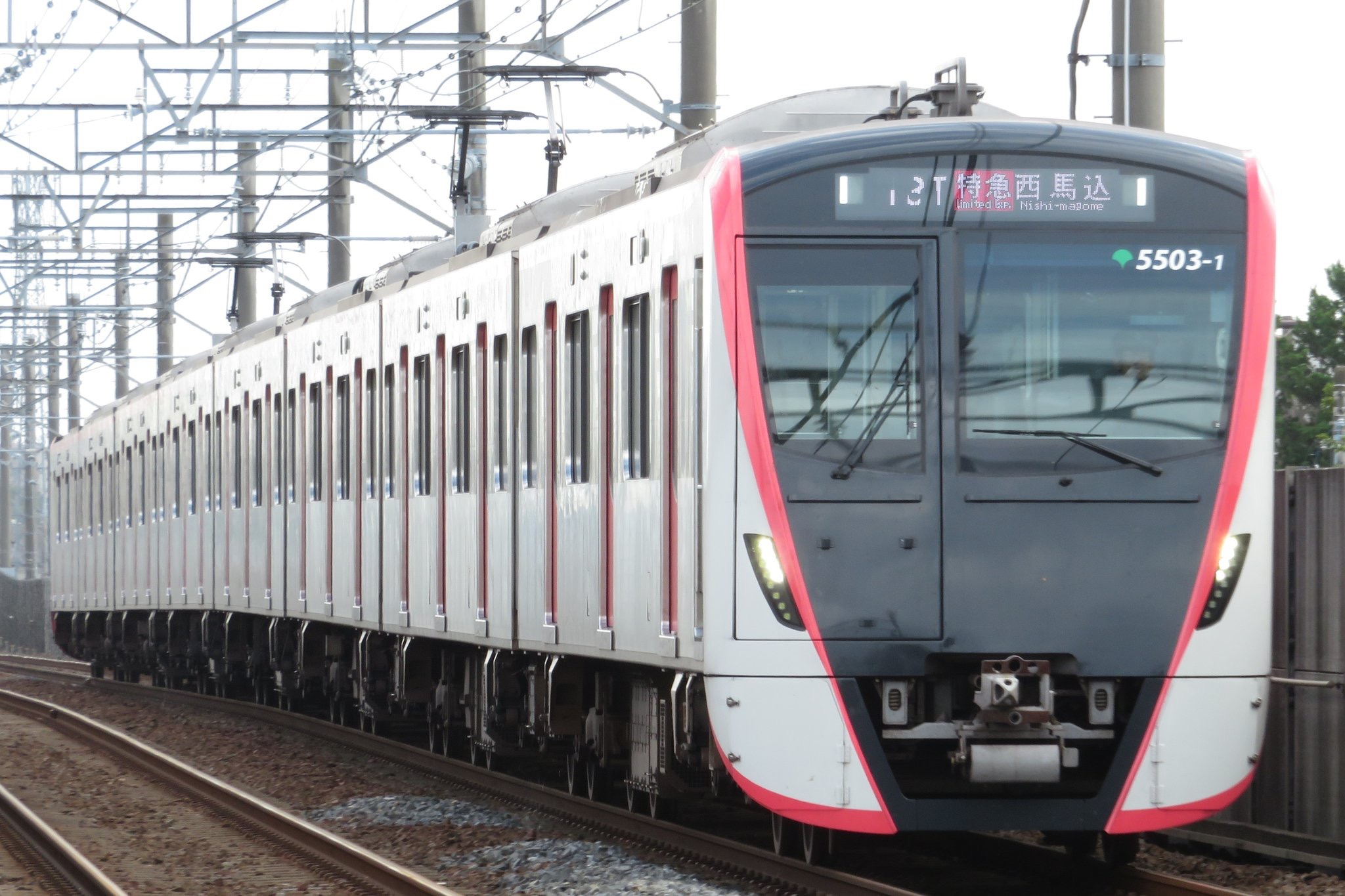
도영 지하철 5500형
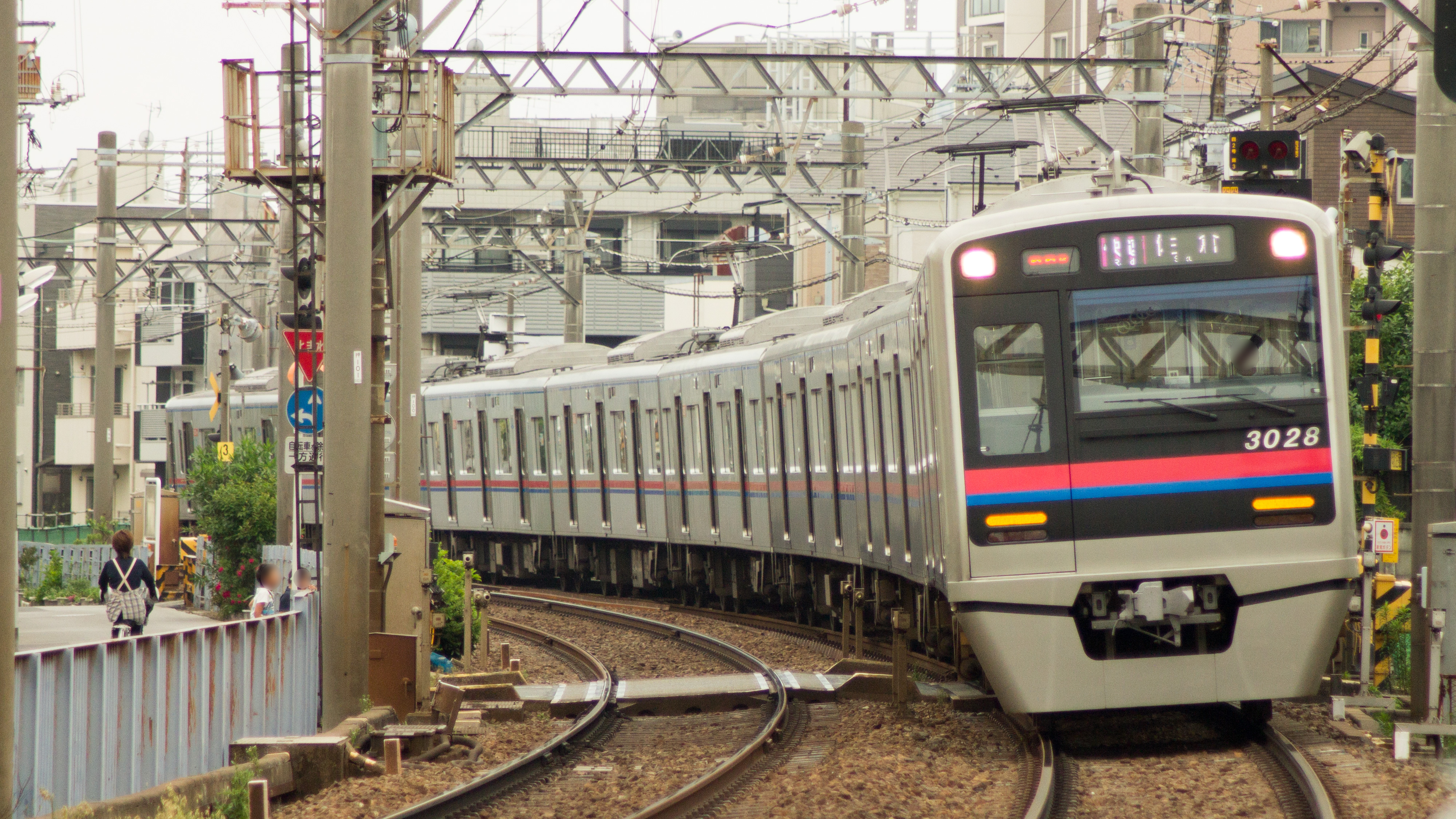
게이세이 전철 3000형
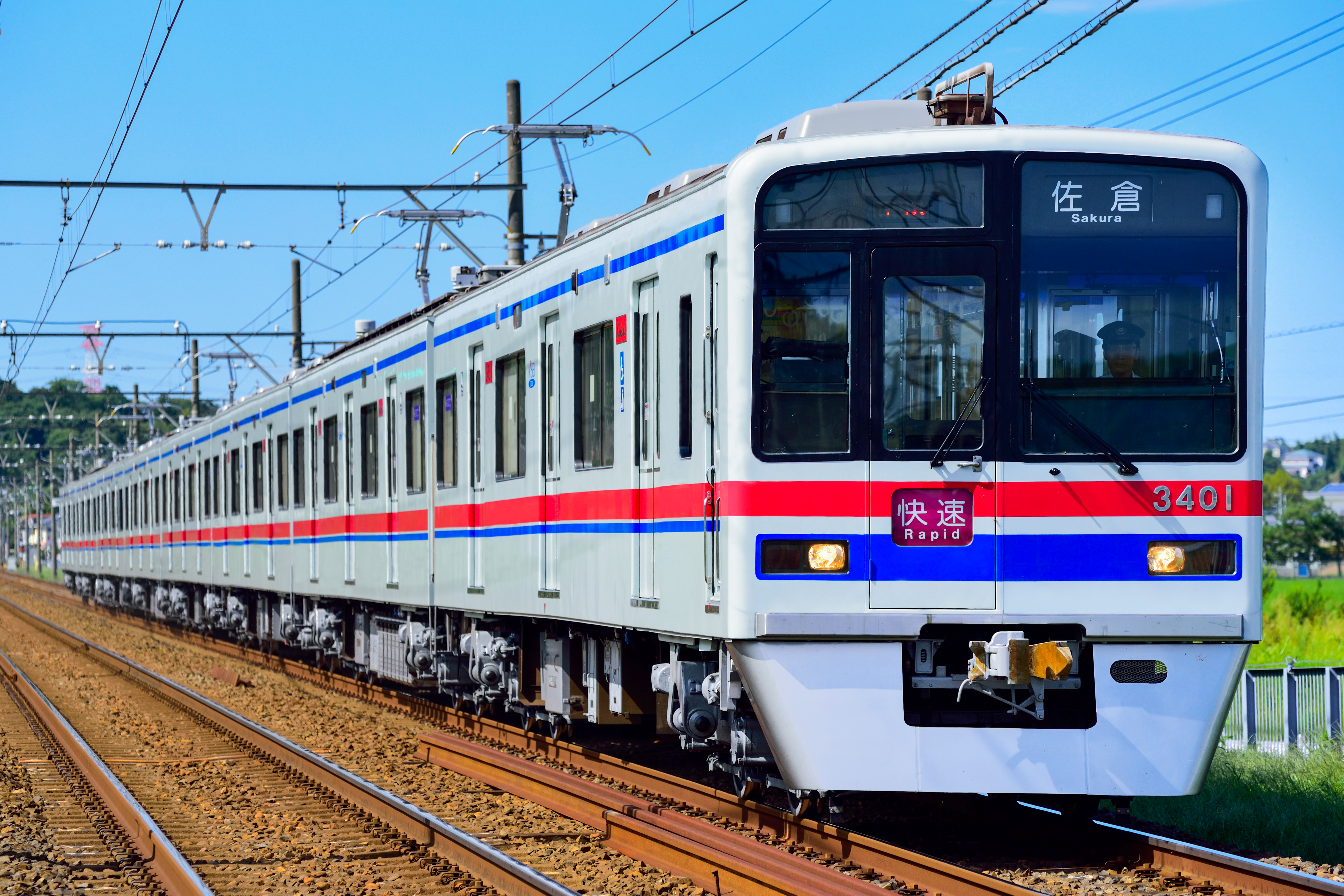
게이세이 전철 3400형
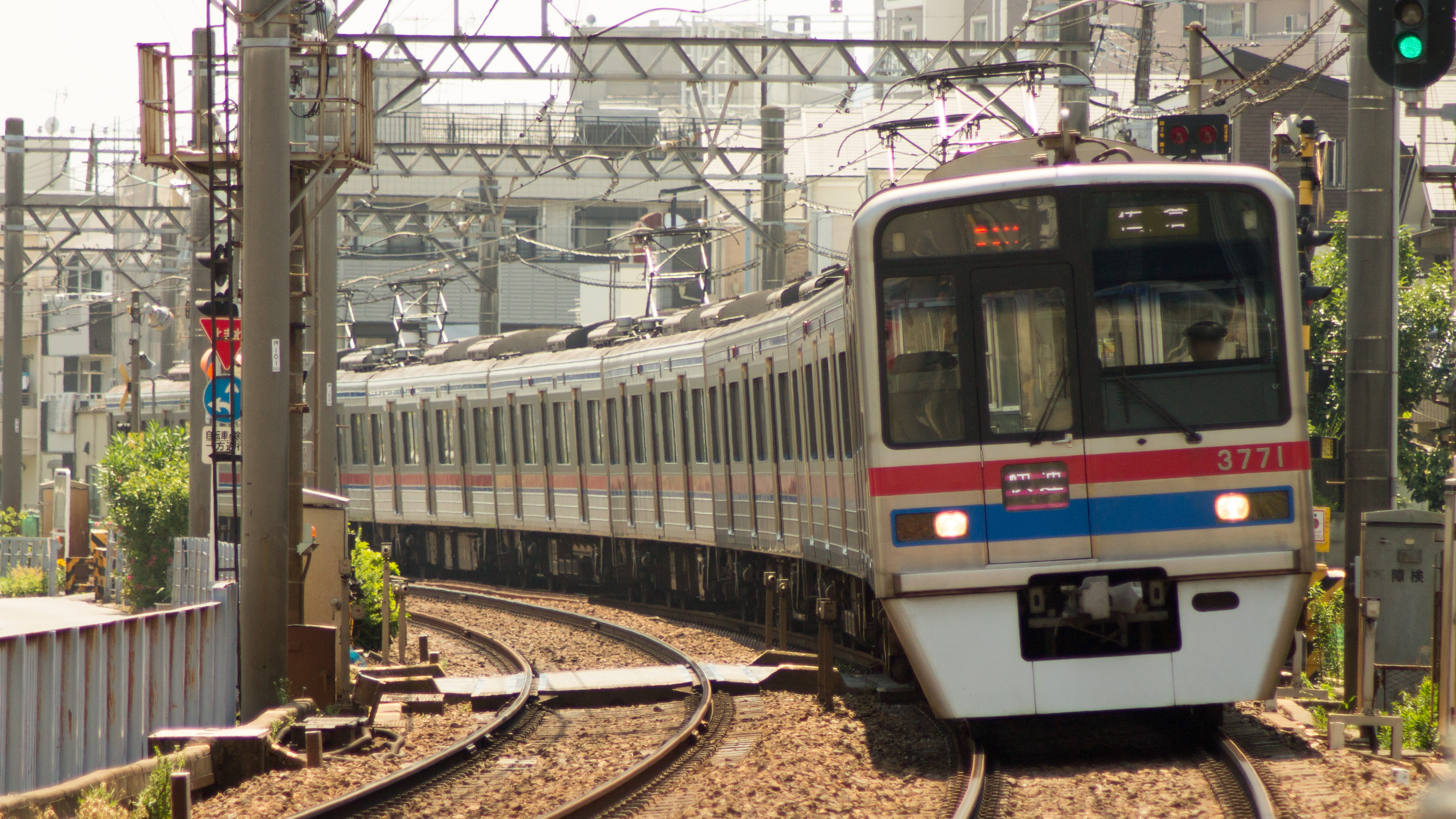
게이세이 전철 3700형
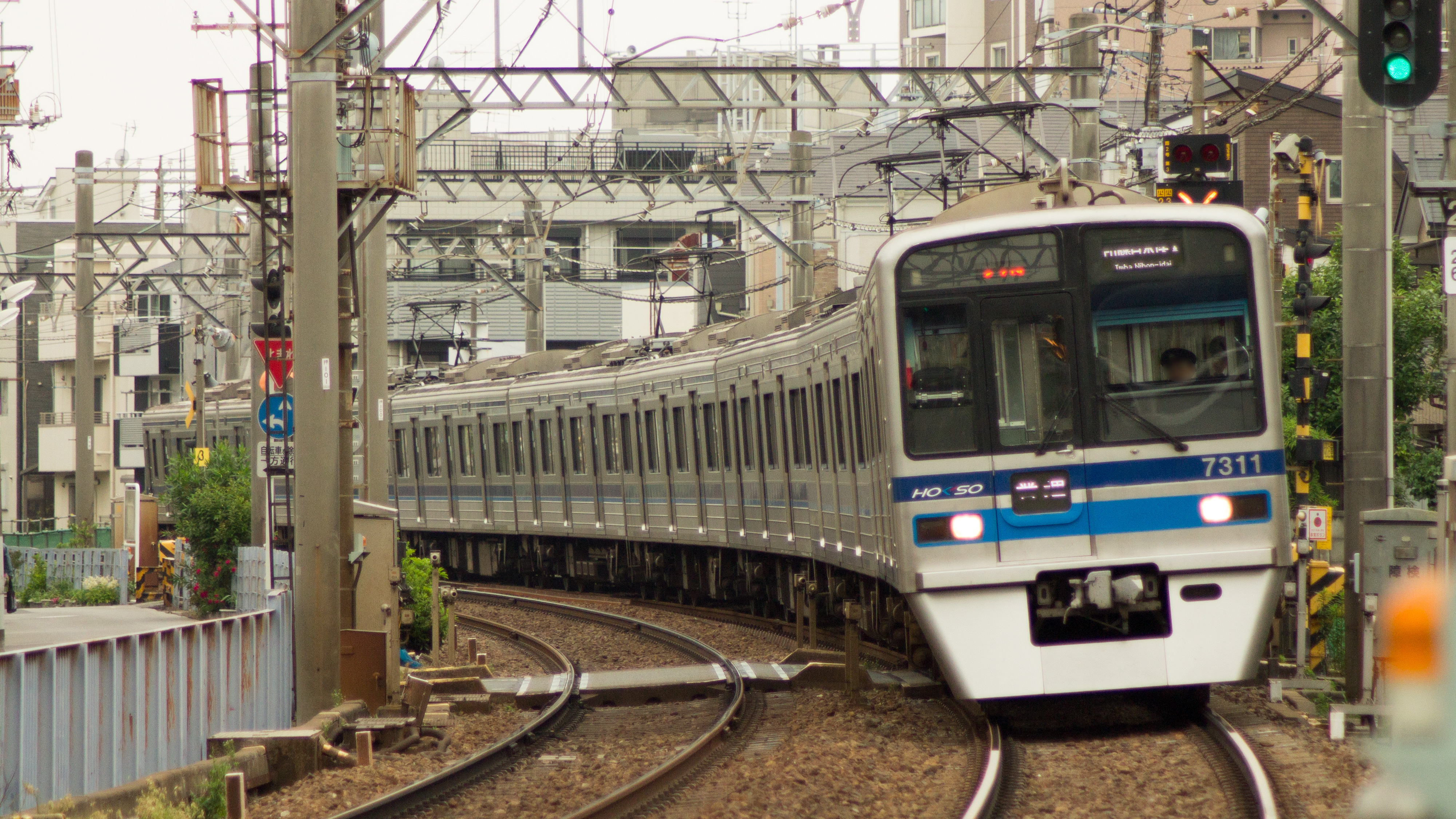
호쿠소 철도 7300형
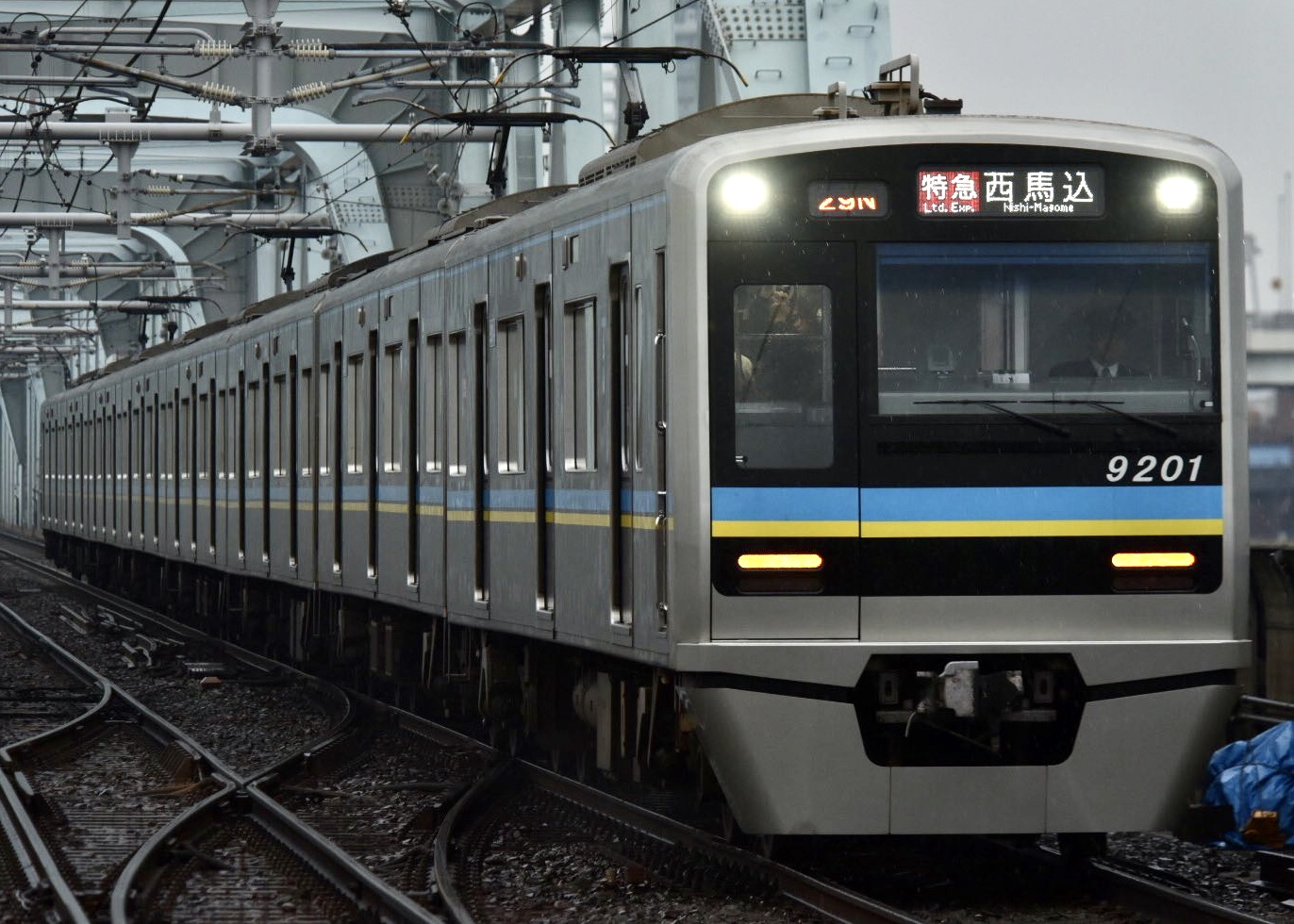
지바 뉴타운 철도 9200형
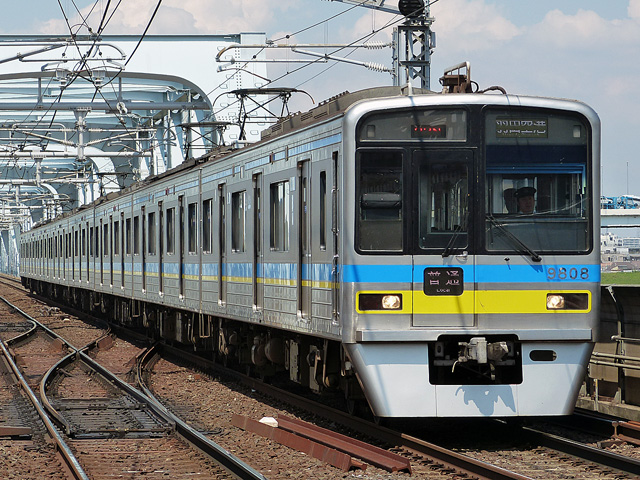
지바 뉴타운 철도 9800형

## 역 목록
| 역 번호 | 역명                      | 일어 역명                 | 보 통 | 공 급 | 특 급 | 쾌 특 | 공 쾌 | 접속 노선                                                                            | 역간 거리 | 누적 거리 | 소재지   | 소재지   |
| ------- | ------------------------- | ------------------------- | ----- | ----- | ----- | ----- | ----- | ------------------------------------------------------------------------------------ | --------- | --------- | -------- | -------- |
| KK 11   | 게이큐 가마타             | 京急蒲田                  | ●     | ●     | ●     | ●     | ｜    | 본선 (KK 11, 직결 운행)                                                              |           | 0.0       | 도 쿄 도 | 오 타 구 |
| KK 12   | 고지야                    | 糀谷                      | ●     | ●     | ●     | ｜    | ｜    |                                                                                      | 0.9       | 0.9       | 도 쿄 도 | 오 타 구 |
| KK 13   | 오토리이                  | 大鳥居                    | ●     | ●     | ●     | ｜    | ｜    | 1.0                                                                                  | 1.9       |           | 도 쿄 도 | 오 타 구 |
| KK 14   | 아나모리이나리            | 穴守稲荷                  | ●     | ●     | ●     | ｜    | ｜    | 0.7                                                                                  | 2.6       |           | 도 쿄 도 | 오 타 구 |
| KK 15   | 덴쿠바시                  | 天空橋                    | ●     | ●     | ●     | ｜    | ｜    | 도쿄 모노레일 하네다선 (MO 07)                                                       | 0.7       | 3.3       | 도 쿄 도 | 오 타 구 |
| KK 16   | 하네다 공항 제3터미널     | 羽田空港第3ターミナル     | ●     | ●     | ●     | ●     | ●     | 도쿄 모노레일 하네다선 (MO 08)                                                       | 1.2       | 4.5       | 도 쿄 도 | 오 타 구 |
| KK 17   | 하네다 공항 제1·제2터미널 | 羽田空港第1·第2ターミナル | ●     | ●     | ●     | ●     | ●     | 도쿄 모노레일 하네다선 (하네다 공항 제1빌딩역, MO 10 / 하네다 공항 제2빌딩역, MO 11) | 2.0       | 6.5       | 도 쿄 도 | 오 타 구 |

- 보통 : 보통 정차역
- 공급 : 에어포트 급행 정차역
- 특급 : 특급 정차역
- 쾌특 : 쾌특 정차역
- 공쾌 : 에어포트 쾌특 정차역

### 주해
1. ↑  1986년까지는 반경 60 m, 같은 해 이후 2012년까지는 반경 80 m.

### 인용문
1. ↑  寺田裕一『改訂新版 データブック日本の私鉄』 - ネコ・パブリッシング